# Екатеринбургское высшее артиллерийское командное училище
Екатеринбургское высшее командное Краснознаменное ордена Красной Звезды училище (сокращённо ЕВАКУ) — высшее учебное заведение, располагавшееся в Екатеринбурге и являвшееся базовым учебным заведением ракетных войск и артиллерии для вооруженных сил Российской Федерации до своего расформирования в 2011-м году.

## История
Екатеринбургское высшее артиллерийское командное Краснознаменное ордена Красной Звезды училище (ЕВАККУ) было создано в период с февраля по май 1992 года на основе Свердловского высшего военно-политического танко-артиллерийского училища (СВВПТАУ), созданного 16 марта 1967 года и Тбилисского высшего артиллерийского командного Краснознаменного ордена Красной Звезды училища имени 26-ти Бакинских комиссаров (ТВАККУ), созданного 20 августа 1920 года. В состав училища вошли подразделения 3 и 4 курсов СВВПТАУ и 1 и 2 курсов ТВАККУ.
ЕВАККУ переданы врученные Тбилисскому ВАКУ в августе 1989 года Боевое Знамя, в августе 1945 года орден Красного Знамени, в декабре 1980 года орден Красной Звезды. В музее Екатеринбургского ВАКУ хранились Революционное Красное Знамя, врученное Тбилисскому ВАКУ в 1929 году, Ленинская юбилейная почетная грамота, которой награждено Свердловское ВВПТАУ в апреле 1970 году, юбилейные Почетные Знаки «50 лет СССР», которыми были награждены в декабре 1972 года и Тбилисское ВАКУ, и Свердловское ВВПТАУ, Переходящее Красное Знамя Военного совета Уральского военного округа, оставленное Свердловскому ВВПТАУ в ноябре 1976 года, Памятное Знамя ЦК КПСС, врученное Тбилисскому ВАКУ в октябре 1976 года.
В 1994 году в училище прибывали курсанты из различных военных ВУЗов СНГ, не пожелавшие принимать национальные присяги и из ликвидированных артиллерийских училищ на территории России. Профессорско-преподавательский состав училища работал на девяти кафедрах, позже их число увеличилось до тринадцати. В институте велась подготовка офицеров по двум специальностям: военной — «применение подразделений наземной артиллерии», и гражданской — «электромеханика». Всего было произведено 17 выпусков офицеров-артиллеристов и один выпуск спецфакультета в 1997 году (офицеры киргизской и армянской армии). Выпускники продолжали службу в различных подразделениях Вооружённых сил, Внутренних войск, Военно-морского флота.
В последующие годы военный вуз выпускал офицеров-артиллеристов для пополнения командных должностей огневых артиллерийских подразделений и частей ВС РФ.
Приказом Министра обороны ВС РФ от 16 сентября 1998 года № 417 в результате преобразования Екатеринбургского высшего артиллерийского командного Краснознаменного ордена Красной Звезды училища 1 ноября 1998 года был сформирован Екатеринбургский Краснознаменный ордена Красной Звезды артиллерийский институт.
Приказом Министра обороны ВС РФ от 9 августа 2004 года № 235 Екатеринбургский Краснознаменный ордена Красной Звезды артиллерийский институт с 1 сентября 2004 года преобразован в Екатеринбургское высшее артиллерийское командное училище (военный институт).
В 2011 году училище прекратило своё существование. Обучающиеся на тот момент курсанты переведены в другие учебные заведения Министерства обороны. Это был последний профильный артиллерийский ВУЗ Российской Федерации, где готовили офицеров — огневиков. После 2011 года небольшие выпуски офицеров — артиллеристов будут производиться в Михайловской артиллерийской академии (Санкт-Петербург).

## Начальники
- с 30 апреля по 19 октября 1992 года — генерал-майор Круглов, Константин Петрович
- с 19 октября 1992 года по 15 июня 1995 года — генерал-майор Шунков, Владимир Павлович
- с 13 сентября 1995 года по 7 июля 2000 года — генерал-майор Смирнов, Евгений Иванович
- с 26 июля 2000 года по 9 марта 2004 года — генерал-майор Шпанагель, Сергей Львович
- с 9 марта 2004 года по май 2008 года — генерал-майор Моргун, Владимир Сергеевич
- с мая 2008 года по июль 2011 — полковник Бочкарёв, Александр Владимирович